# Santísima Virgen de Gloria
La Santísima Virgen de Gloria es una imagen que representa a la Virgen María en su dolor. Se venera en el altar del Santísimo Cristo a la Columna, altar colateral de la nave del evangelio de la parroquia de san Juan Bautista de la Villa de la Orotava, Tenerife, Canarias. Es una de las pocas dolorosas trabajadas en telas encoladas, motivo este por el que despierta la admiración de los amantes del arte. Es la titular de la denominada Cofradía de Damas de la Virgen de Gloria, la cual participa del cortejo procesional del Jueves Santo.

## Autoría de la imagen
La imagen de la Santísima Virgen de Gloria fue un encargo que realizó el artista grancanario para la Esclavitud del Santísimo Cristo a la Columna de la Villa de la Orotava.
Una imagen envuelta en leyenda, que relata que Luján escogió a una muchacha de la familia donde se hospedaba en La Orotava como modelo, a la que trató de afligir contándole historias tristes. Sin embargo, la joven sorprendió al curtido escultor, revelándole que no había mayor sufrimiento que el de María a los pies de la Cruz, rogando al Padre para que permitiese alcanzar la Gloria a su Hijo. Se dice que al oír esto, Luján Pérez decidió denominar a su obra como la "Virgen de Gloria".
Existe otra versión que señala que su denominación se debe para diferenciarla de la Dolorosa de Fernando Estévez de Salas que llegó parroquia de san Juan a mediados del siglo XIX.
La Virgen de Gloria reinterpreta un esquema popular en el siglo XVIII y acuñado en pinturas flamencas de la centuria anterior, del que aún perduran en Canarias estampas y publicaciones impresas que lo reproducen. Con ello el tallista grancanario otorga una mayor variedad a su catálogo de obras y permite establecer una vinculación con importantes imagineros del siglo XVII como Pedro de Mena u otros que resultan cercanos en el tiempo como Salzillo, Juan Pascual de Mena, Jacome Vaccaro o Juan Alonso Villabrille y Ron, quienes recurrieron ocasionalmente a este modelo para esculpir algunas dolorosas con éxito.
Lo que no está tan claro es su origen y cronología, puesto que los datos disponibles contradicen las ideas descritas en un primer momento por Santiago Tejera y otros autores. De ellos se deduce que la bendición de la Virgen se produjo en 1806, año que los cofrades de la Virgen de los Remedios anotaron partidas para cubrir su asistencia al acto o la cera empleada para el novenario que presidió después de llegar a la parroquia. Dichas referencias confirman que debió ser encargada por un comitente desconocido (tal vez la mayordomía parroquial o algunos devotos), ya que las mismas cuentas precisan la entrega de 30 pesos para ayuda del costo de la imagen.
Si sabemos, en cambio, que sustituye a una obra anterior, diferente en todo al aspecto que ofrece ahora la talla de Luján. Los inventarios de la parroquia mencionan la existencia de una Virgen de la Soledad por primera vez en 1693 y anotaciones posteriores plantean que se trataba de una efigie de vestir, ataviada habitualmente con trajes de tafetán negro. Desde entonces permaneció vinculada a las funciones de Semana Santa y al culto del Cristo a la Columna, con quién debía procesionar en la noche del Jueves Santo.

## Venerable Cofradía de las Damas de la Virgen de Gloria
Tiene cofradía propia, Las Damas de la Virgen de Gloria, que posee el título de ser la única Cofradía exclusivamente femenina de la villa orotavense tras la unión de la Cofradía de Nuestra Señora de los Dolores con la Hermandad del Santísimo Cristo de la Humildad y Paciencia. Posee el título de "Venerable".
Desde su llegada a la parroquia de san Juan ha estado vinculada a las funciones de la Semana Santa y concretamente a los cultos del Cristo a La Columna.